# Gilhac-et-Bruzac

Gilhac-et-Bruzac este o comună în departamentul Ardèche din sud-estul Franței. În 1 ianuarie 2022 avea o populație de 174 de locuitori.